# Ришоним
Ришоним (хебр. ראשונים, од ришон, песма односно први), isto бивши, претходни, називају се водећи равиини од 11. века до 15. века. Деловали су углавном у Шпанији, Француској, Немачкој и северној Африци. Равини који су следили ришониме називају се ахароним (последњи, задњи). Ришоним опет са своје стране следе геоним (од гаон, молитва). Разлика између ришонима и геонима је историјски важна, по богословским темама разлике нису значајне. По ахаронима, који припадају ортодоксном јудаизму, не може се дискутовати о одлукама равија из претходних времена, осим ако се има одобрење више равија.